# Limon (Nièvre)
Limon település Franciaországban, Nièvre megyében. Lakosainak száma 145 fő (2022. január 1.). Limon Beaumont-Sardolles, La Fermeté és Saint-Benin-d’Azy községekkel határos.

## Népesség
A település népességének változása:
| Lakosok száma | 156  | 155  | 148  | 145  | 144  | 141  | 138  | 145  |
|               | 2013 | 2015 | 2017 | 2018 | 2019 | 2020 | 2021 | 2022 |